# 渡辺好明 (農林官僚)
渡辺 好明（わたなべ よしあき、1945年（昭和20年）10月23日 - ）は、日本の農林官僚。水産庁長官、農林水産事務次官、内閣総理大臣補佐官、東京穀物商品取引所理事長、社団法人全国商品取引所連合会会長を歴任。全国農地保有合理化協会会長、全国米麦改良協会会長、新潟食料農業大学名誉学長。

## 略歴
東京都立北園高等学校卒業。
- 1968年（昭和43年）- 3月、東京教育大学文学部社会科学科経済学専攻卒業[2]。
- 1968年（昭和43年）- 4月、農林省入省
- 1975年7月　-　公正取引委員会事務局経済部国際課課長補佐[3]
- 1975年10月　-　公正取引委員会事務局経済部企業課課長補佐
- 1976年9月　-　農林省畜産局流通飼料課課長補佐(総括・総務班）
- 1978年9月　-　食糧庁管理部企画課課長補佐(総括班)
- 1981年4月　-　食糧庁管理部企画課課長補佐(総括)
- 1981年（昭和56年）7月　-　兵庫県農林水産部振興室長
- 1983年（昭和58年）8月　-　林野庁林政部林産課木材需給対策室長
- 1984年（昭和59年）7月　-　林野庁林政部林産課木材流通対策室長
- 1985年（昭和60年）5月　-　農林水産省畜産局畜政課畜産総合対策室長
- 1986年（昭和61年）- 7月、通商産業省貿易局農水産課長
- 1988年（昭和63年）- 6月、農林水産省農蚕園芸局企画課長
- 1990年（平成2年）- 8月、水産庁振興部沿岸課長
- 1992年（平成4年）- 4月、水産庁漁政部漁政課長
- 1993年（平成5年）- 7月、農林水産大臣官房企画室長
- 1995年（平成7年）- 7月、林野庁林政部長
- 1996年（平成8年）- 7月、環境庁水質保全局長
- 1998年（平成10年）- 7月、農林水産省構造改善局長
- 2001年（平成13年）-　1月、水産庁長官
- 2002年（平成14年）- 1月、農林水産事務次官
- 2004年（平成16年）- 4月、内閣総理大臣補佐官・郵政民営化準備室長
- 2006年（平成18年）- 10月、東京穀物商品取引所特別顧問
- 2007年（平成19年）- 5月、東京穀物商品取引所理事長
  - 5月、社団法人全国商品取引所連合会会長
  - 6月、株式会社日経ラジオ社取締役
- 2009年（平成19年）- 11月、株式会社東京穀物商品取引所 代表取締役社長
- 2011年（平成21年）- 6月、 公益社団法人 全国農地保有合理化協会会長
- 2015年（平成27年）- 11月、瑞宝重光章受章[4]
- 2016年（平成28年）- 新潟食料農業大学（2018年4月開学）学長に就任[5][6]。
- 2024年（令和6年） - 3月、新潟食糧農業大学名誉学長[1]。

## その他役職
- 財団法人花と緑の農芸財団理事
- 財団法人国際エメックスセンター評議員
- 財団法人農政調査委員会評議員